# Paralisi neonatale del plesso brachiale
la  paralisi neonatale del plesso brachiale  è una forma di paralisi dei muscoli che riguardano l'arto superiore, tale paralisi colpisce i neonati all'atto della nascita come conseguenza di parti difficili.
CODICE NOSOLOGICO ICD-9 : 767.6 (Lesione del plesso brachiale da trauma ostetrico) 

## Epidemiologia
L'incidenza è di 1 su 2000 nati vivi, recentemente le moderne scoperte hanno reso il decorso della malattia meno grave che in passato ma nonostante questo il rapporto è rimasto lo stesso.

## Eziologia
La causa deriva da un parto difficile dato l'elevato peso del bambino (superiore ai 4 chili), durante il travaglio vi può essere o un danno durante la trazione o una distocia pelvica

### Tipologia
Esistono alcuni tipi particolari di paralisi:
- Paralisi di Erb, (del plesso superiore) più comune e avviene quando il nascituro al momento del travaglio mostra la testa ma non si riesce facilmente a far uscire la spalla

- Paralisi di Klumpke, riguarda invece il plesso inferiore

## Terapia
Il trattamento consiste prima di tutto in un mese di riposo, ma il bambino in quel periodo deve essere sistemato in una posizione congeniale al riposo dei nervi che sono stati stirati durante il travaglio. In seguito si provvede allo stretching dei muscoli interessati. Questi accorgimenti prevengono l'uso della chirurgia. Se i bambini a 4-6 mesi dalla nascita ancora non mostrano segni di miglioramento si prende in considerazione la possibilità di un'operazione chirurgica.